# 고하대로
고하대로(高下大路)는 전라남도 목포시 유달동의 고하도와 삼향동의 목포 나들목을 잇는 도로이다. 국도 제1호선이 이 도로에서 시작된다. 또한 목포대교 구간과 삽진고가도로부터 목포 나들목 구간은 자동차 전용도로로 지정되어 있고 산정 교차로부터 목포 나들목까지 국도 제2호선과 중복구간이다.

## 연혁
- 1996년 11월 20일 : 1999년 12월 31일까지 목포시 국도대체우회도로 건설을 위해 목포시 대양동 목포 나들목 ~ 산정동 4.908km 구간 도로구역 결정[1]
- 1997년 1월 7일 : 목포시 국도대체우회도로 건설사업 착수
- 1998년 9월 16일 : 목포시 연산동 ~ 삼향동 5.2km 구간을 자동차 전용도로로 지정[2]
- 2001년 11월 16일 : 목포시 국도대체우회도로(목포시 연산동 ~ 무안군 삼향면 유교리) 4.908km 구간 개통[3]
- 2012년 6월 21일 : 목포시 달동 ~ 죽교동 3.82km 구간을 자동차 전용도로로 지정[4]
- 2012년 6월 29일 : 고하 ~ 죽교간 도로 및 목포대교(목포시 달동 ~ 죽교동) 4.129km 구간 개통[5]

## 주요 경유지
전라남도
- 목포시

## 노선
- (■): 자동차 전용도로 구간

| 이름                            | 접속 노선                                              | 소재지 | 소재지 | 비고                                          |
| ------------------------------- | ------------------------------------------------------ | ------ | ------ | --------------------------------------------- |
| 목포신항만                      | 신항로                                                 | 목포시 | 유달동 |                                               |
| 고하도 (신항 교차로)            | 허사로81번길                                           | 목포시 | 유달동 | 국도 제1호선 구간                             |
| 목포대교                        |                                                        | 목포시 | 유달동 | 국도 제1호선 구간                             |
| 북항 교차로                     | 북항로                                                 | 목포시 | 죽교동 | 국도 제1호선 구간                             |
| 북항동 행정복지센터             |                                                        | 목포시 | 북항동 | 국도 제1호선 구간                             |
| 목포종합사회복지관 전남중앙병원 |                                                        | 목포시 | 원산동 | 국도 제1호선 구간                             |
| 연산동 행정복지센터             | 연산로                                                 | 목포시 | 연산동 | 국도 제1호선 구간                             |
| 연산동 교차로                   | 산정로                                                 | 목포시 | 연산동 | 국도 제1호선 구간                             |
| 목포기상대                      |                                                        | 목포시 | 연산동 | 국도 제1호선 구간                             |
| 삽진산단입구 (삽진고가교)       | 대양로                                                 | 목포시 | 연산동 | 국도 제1호선 구간                             |
| 산정 교차로                     | 국도 제2호선 (압해로) 용당로                           | 목포시 | 삼향동 | 국도 제1, 2호선 구간                          |
| 연산교                          |                                                        | 목포시 | 삼향동 | 국도 제1, 2호선 구간                          |
| 내화 교차로 (내화교)            | 대양산단로                                             | 목포시 | 삼향동 | 국도 제1, 2호선 구간                          |
| 목포 나들목                     | 국도 제1호선 (영산로) 국도 제2호선 (구 서해안고속도로) | 목포시 | 삼향동 | 국도 제1, 2호선 구간 과거 서해안고속도로 시점 |
| 구 서해안고속도로와 직결        |                                                        |        |        |                                               |